# John Heitinga
John Heitinga, né le 15 novembre 1983 à Alphen aan den Rijn, est un entraîneur néerlandais.

## Enfance et début dans le monde du football
John arrive au centre de formation de l'Ajax Amsterdam à 12 ans à la suite de son anniversaire, où il a demandé à ses parents de faire un stage à l'Ajax en guise de cadeau.

## Carrière
Il fait ses débuts en Championnat des Pays-Bas avec l'Ajax Amsterdam le 26 août 2001 contre le rival Feyenoord (victoire 2-1). Il marque son premier but avec le club le 9 novembre 2003 sur le terrain de ADO La Haye (victoire 4-1).
Véritable leader de l'équipe, il quitte l'Ajax Amsterdam pour l'Atlético Madrid. Il rejoint le club espagnol à la fin de la saison 2007-2008, pour un montant avoisinant les 10 millions d'euros .
Au mercato d'été 2009, il signe pour cinq ans et un transfert évalué à 6,8 millions d'euros à Everton FC. Le 31 janvier 2014, il rejoint Fulham FC pour six mois. Le 23 juin 2014, Heitinga s'engage pour deux ans avec le Hertha Berlin.
Lors de la saison 2015-2016, John revient à l'Ajax Amsterdam comme il l'avait promis après son départ en 2008. Mais Frank de Boer ne peux pas compter sur lui car ce dernier a une blessure persistante au genou qui l'empêche d'évoluer au plus haut niveau. Néanmoins, il jouera quelques minutes en coupe, dans une rencontre où il inscrira un but et sera élu homme du match. Le 2 février 2016, il décide de mettre un terme à sa carrière à seulement 32 ans. Il fait ses adieux le 7 février avant le Classique contre Feyenoord.
Reconverti entraîneur, il est nommé à la tête de l'équipe des moins de 19 ans de l'Ajax Amsterdam en juillet 2017. Puis les U23 en été 2021 et par la suite l'entraîneur de l'équipe première en janvier 2023.
En 2021, il est candidat de Het Perfecte Plaatje.

### Équipe nationale
Heitinga honore sa première sélection le 18 février 2004 contre les États-Unis et marque pour la première fois lors de la victoire 4-0 des Pays-Bas contre la Grèce le 28 avril 2004. Il participe à trois matchs de la Coupe du monde 2006 en Allemagne. Il participe également à l'intégralité des matchs de son équipe en Coupe du monde 2010, mais reçoit un carton rouge lors de la finale perdue face à l'Espagne (1-0 après prolongation). John dispute l'Euro 2012, mais les Pays-Bas sont éliminés dès le premier tour à la surprise générale. Pour la Coupe du monde au Brésil en 2014, Louis van Gaal a décidé de se passer des services d'Heitinga. Il aura honoré le maillot orange à 87 reprises et marqué 7 buts.

## Palmarès

### En club
- Champion des Pays-Bas en 2002 et 2004
- Vainqueur de la Coupe des Pays-Bas en 2002, 2006 et 2007
- Vainqueur de la Supercoupe des Pays-Bas en 2003, 2005, 2006 et 2007.

### En sélection
- Finaliste de la Coupe du monde en 2010.
- Demi-finaliste de l'Euro 2004.

### Distinctions personnelles
- Élu jeune talent néerlandais de l'année 2004
- Élu meilleur joueur de la saison par les supporters d'Everton en 2012.